# Сухопутні війська Іраку
Сухопутні війська Іраку (араб. القوة البرية العراقية) або Іракська армія (араб. الجيش العراقي) — один із видів Збройних сил Республіки Ірак, призначений для ведення бойових дій на суші. Раніше вона була відома як Королівська Іракська армія до державного перевороту в липні 1958.

## Структура Сухопутних військ

### 1922—2003
- І корпус
- II корпус — реорганізований для війни в Перській затоці
- III корпус — у 2003 році Насирії був штаб іракської армії 3-го корпусу, що складається з 11-ї, 51-ї, і 6-ї бронетанкової дивізії — всього близько 50 % міцності. 51-ша працює на південь покриваючи нафтові родовища, а шоста на північ біля Аль-Амара, 11 — Насирія.
- IV корпус
- V корпус
- VI корпус
- VII корпус

Джихад сили, війни в Перській затоці

### 2003
Сухопутні війська складались із 3-ї, 6-ї, 9-ї, 10-ї, 12-ї, 17-ї, 52-ї дивізій.

### 2012
Національний оперативний цент
- Багдадське оперативне командування — дислокація Багдад

1. Кархське регіональне командування — західний Багдад
2. Русафське регіональне командування — східний Багдад
3. 6-та моторизована дивізія
4. 9-та танкова дивізія
5. 11-та піхотна дивізія
6. 17-та дивізія спеціального призначення
7. 23-та бригада спеціального призначення
8. 55-та бригада спеціального призначення

- Ніневійске оперативне командування

1. 2-га дивізія
2. 3-тя моторизована дивізія
3. 15-та дивізія
4. 16-та дивізія

- Діяльске оперативне командування

1. 4-та моторизована дивізія
2. 6-та піхотна дивізія
3. 12-та моторизована дивізія

- Басрійске оперативне командування

1. 8-ма дивізія спеціального призначення
2. 10-та дивізія спеціального призначення
3. 14-та дивізія

- Анбарске оперативне командування

1. 1-ша піхотна дивізія
2. 7-ма піхотна дивізія

## Озброєння

### Техніка
| Тип                        | Вигляд | Виробництво     | Призначення                | Кількість                           | Примітки                                                                                   |
| Танки                      | Танки  | Танки           | Танки                      | Танки                               | Танки                                                                                      |
| -------------------------- | ------ | --------------- | -------------------------- | ----------------------------------- | ------------------------------------------------------------------------------------------ |
| Abrams M1A1                |        | США             | Основний бойовий танк      | близько 100                         | 140 одиниць M-1A1SA поставленні в 2010—2011 із США                                         |
| Т-72                       |        | СРСР Ірак       | Основний бойовий танк      | більше 120                          | 100 одиниць Т-72М1 поставленні із Чехії в 2014—2015 рр. Поставки завершені у 2011 році.    |
| Т-55                       |        | СРСР            | Основний бойовий танк      | близько 50                          | [ 6 ]                                                                                      |
| БТР БМП та Бронеавтомобілі |        |                 |                            |                                     |                                                                                            |
| БРДМ-2                     |        | СРСР            | БРМ                        | 18                                  | [ 7 ]                                                                                      |
| Engesa EE-9 Cascavel       |        | Бразилія        | БРМ                        | 35                                  | [ 8 ]                                                                                      |
| МТ-ЛБ                      |        | СРСР            | Бронетранспортер           | близько 400                         | У 2012 р. укладений контракт на поставку 500 одиниць із Болгарії, поставки в 2013—2017 рр. |
| БТР-60                     |        | СРСР            | Бронетранспортер           | 200+                                |                                                                                            |
| БТР-80А                    |        | СРСР            | Бронетранспортер           | 100                                 | [ 9 ]                                                                                      |
| БТР-94                     |        | Україна         | Бронетранспортер           | 50                                  | [ 10 ]                                                                                     |
| БТР-4                      |        | Україна         | Бронетранспортер           | близько 60                          | [ 11 ]                                                                                     |
| M113A2                     |        | США             | Бронетранспортер           | близько 500                         | [ 12 ]                                                                                     |
| BAE Caiman                 |        | США             | Бронетранспортер           | 250                                 |                                                                                            |
| Iraqi LAV                  |        | США             | Бронетранспортер           | 1243                                | [ 13 ] [ 14 ]                                                                              |
| FV103 Spartan              |        | Велика Британія | Бронетранспортер           | 100                                 |                                                                                            |
| TPz 1 Fuchs                |        | Німеччина       | Бронетранспортер           | 20                                  |                                                                                            |
| Badger ILAV                |        | США             | Бронетранспортер           | близько 400                         |                                                                                            |
| БМП-1                      |        | СРСР            | БМП                        | близько 80                          | 100 одиниць придбані в Греції 2005—2006 р.                                                 |
| БМП-2                      |        | СРСР            | БМП                        | 50                                  |                                                                                            |
| Автомобільна техніка       |        |                 |                            |                                     |                                                                                            |
| HMMWV                      |        | США             | Бронеавтомобіль            | ~8500[джерело не вказане 3208 днів] | Поставки завершені в 2009 році.                                                            |
| Dzik-3                     |        | Польща          | Бронеавтомобіль            | близько 500                         |                                                                                            |
| International MaxxPro      |        | США             | Бронеавтомобіль            | 30                                  |                                                                                            |
| Barracuda                  |        | Південна Корея  | Бронеавтомобіль            | 12                                  |                                                                                            |
| КрАЗ-6322                  |        | Україна         | Бронеавтомобіль            | 2800                                | З 2004 року поставляються в Ірак                                                           |
| Артилерія та РСЗВ          |        |                 |                            |                                     |                                                                                            |
| БМ-21 «Град»               |        | СРСР            | 122 мм РСЗВ                | 150+                                | [ 17 ]                                                                                     |
| Д-30                       |        | СРСР            | 122-мм                     | 575+                                | [ 7 ]                                                                                      |
| M-46                       |        | СРСР            | 130-мм                     | 18+                                 | [ 18 ]                                                                                     |
| Тип 83                     |        | Північна Корея  | 152-мм САУ                 | більше 18                           | [ 9 ]                                                                                      |
| M109А1 M109А5              |        | США             | 155-мм САУ                 | 6 24                                | [ 9 ]                                                                                      |
| M198                       |        | США             | 155-мм буксирувана гаубиця | близько 60                          |                                                                                            |
| ТОС-1А «Солнцепек»         |        | СРСР            | Важка вогнеметна система   | більше 3-х                          |                                                                                            |
| 81-мм міномет M252         |        | Велика Британія | Міномет                    | близько 500                         |                                                                                            |
| 120-мм міномет M120        |        | Ізраїль         | Міномет                    | близько 450                         |                                                                                            |
| ППО                        |        |                 |                            |                                     |                                                                                            |
| ЗУ-23-2                    |        | СРСР            | 23-мм спарена ЗУ           | н/д                                 | Використовується на польських та болгарських МТ-ЛБ.                                        |
| ЗСУ-23-4 «Ши́лка»           |        | СРСР            | 23-мм ЗСУ                  | 200                                 | [ 7 ]                                                                                      |
| БРЕМ                       |        |                 |                            |                                     |                                                                                            |
| БРЕМ-1                     |        | СРСР            | БРЕМ                       | 180                                 | [ 7 ]                                                                                      |
| M88A1/2                    |        | США             | БРЕМ                       | більше 35                           | [ 19 ]                                                                                     |
| T-54/55 ARV                |        |                 |                            | н/д                                 |                                                                                            |
| Type-653                   |        |                 |                            | н/д                                 |                                                                                            |
| VT-55A                     |        |                 |                            | н/д                                 |                                                                                            |

### Армійська авіація
| Тип              | Вигляд      | Виробництво | Призначення | Кількість   | Примітки    |
| Гелікоптери      | Гелікоптери | Гелікоптери | Гелікоптери | Гелікоптери | Гелікоптери |
| ---------------- | ----------- | ----------- | ----------- | ----------- | ----------- |
| Мі-8НЕ           |             |             |             | 9           |             |
| Мі-35М           |             |             |             | 16          |             |
| SA.342           |             |             |             | більше 4    |             |
| Bell IA407       |             |             |             | 25          |             |
| Eurocopter H135M |             |             |             | 23          |             |
| Мі-17/Мі-171Ш    |             |             |             | близько 20  |             |
| Bell OH-58C      |             |             |             | 10          |             |
| Bell 205 (UH-1)  |             |             |             | 16          |             |
| Bell 206B3       |             |             |             | 10          |             |
| Bell T407        |             |             |             | близько 19  |             |
| БПЛА             |             |             |             |             |             |
| CH-4             |             | КНР         | БПЛА        | н/д         |             |
| Scan Eagle       |             | США         | БПЛА        | н/д         | [ 20 ]      |